# Георги Хаджимитрев
Георги (Гога) Зафиров Хаджимитрев, известен като Жарето и Гевгелийски, е български революционер, гевгелийски войвода на Вътрешната македонска революционна организация.

## Биография
Георги Хаджимитрев е роден в 1892 година или в 1895 година в Гевгели, тогава в Османската империя. Получава прогимназиално образование и се присъединява към ВМРО. През септември 1922 година застава начело на Гевгелийската околийска чета и навлиза в района си. Успява да организира напълно околията и дава редица сражения – през септември 1922 година при Серменин, през декември 1922 година при Каяли, през април 1923 година при Смоквица и при Радня, всички без жертви. През октомври 1923 година попада на засада на ренегата Иван Пальошев при Милетково и губи четника Мустафа Мехмедов от Нъте и куриера селянин Кръстю Георгиев от Милетково. През ноември 1923 се сражава в Беласица, а през юни 1924 година при Смолари и в двете сражения без жертви. През август при Мировци губи четника Александър Маташев от Мачуково. През септември се сражава при Серменин без жертви, а през август 1924 година изпраща четника Иван Марков, който сполучливо извършва атентат в Гевгели срещу Пальошев, който е тежко ранен, а двама негови четници и един акцизен агент са убити.
През декември 1924 година Хаджимитрев участва като делегат на Солунския окръжен конгрес на ВМРО и е избран за редовен член на окръжното ръководство. През 1925 година е делегат на конгреса на ВМРО в Сърбиново. През октомври 1925 година по време на Петричкия инцидент Хаджимитрев, активно участва в отблъскването на гръцките войски. Той оглавява 200 души милиционери и се сражава при пограничен пост № 5 в Беласица, южно от Петрич.
След разкола във ВМРО след убийството на Александър Протогеров от 1928 година Георги Гевгелийски е на страната на протогеровистите. Провежда акция през август-септември 1928 година в София, при която тероризира приближените на Иван Михайлов Стоян Киров и съпругата на Георги Въндев, търговеца Мито Умленски от Горна Джумая, печатаря Никола Божинов, а редица легални дейци на македонската емиграция заплашва с бой. През януари 1930 година убива Спас Сарайски при пиянска свада. Георги Гевгелийски заедно с Михаил Шкартов бяга в Гюргево, където се среща с Филип Атанасов, Георги Занков и Петър Карчев и им заявява, че се присъединяват към ВМРО (обединена). Подписват протокол и резолюция и се връщат в България.
По-късно се оттегля от активна революционна дейност.
По време на българското управление във Вардарска Македония (1941 – 1944) година подпомага българските власти и действа като войвода на Гевгелийската контрачета, преследваща комунистическите партизани.
На 6 ноември 1944 година е заловен от югославските партизани. На 9 – 10 април 1945 година заедно с Георги Чалков, Владо Маджаров и Илия Югов са осъдени на смърт от Военния съд на Щипската област и присъдите са изпълнени.